# Sony Xperia T
Le Sony Xperia T est un smartphone conçu par la société Sony Mobile Communication, le nouveau smartphone haut de gamme de Sony Mobile Communications. Il est sorti vers la fin de l'année 2012.
C'est le téléphone portable de James Bond dans le film Skyfall.